# Cruces de Anorí
Cruces de Anorí är en ort i Colombia.   Den ligger i departementet Antioquía, i den nordvästra delen av landet, 300 km norr om huvudstaden Bogotá. Cruces de Anorí ligger 853 meter över havet och antalet invånare är 4 762.
Terrängen runt Cruces de Anorí är huvudsakligen kuperad, men söderut är den bergig. Runt Cruces de Anorí är det glesbefolkat, med 10 invånare per kvadratkilometer. Det finns inga andra samhällen i närheten. I omgivningarna runt Cruces de Anorí växer i huvudsak städsegrön lövskog.